# Aloeides rileyi
Riley’s Copper (Aloeides rileyi) là một bướm ngày thuộc họ Lycaenidae. Loài này có ở Nam Phi, ở đó nó is known từ Lesotho và phần phía đông của Orange Free State.
Sải cánh từ 24–28 mm đối với con đực và 26–30 mm đối với con cái. Cá thể trưởng thành mọc cánh từ tháng 11 tới tháng 2. Mỗi năm loài này có một thế hệ .